# 가와마에촌 (니가타현)
가와마에촌(川前村)은 니가타현 니시칸바라군에 설치되었던 촌이다.